# Arrianá
Arrianá är en ort i Grekland.   Den ligger i prefekturen Nomós Rodópis och regionen Östra Makedonien och Thrakien, i den nordöstra delen av landet, 400 km nordost om huvudstaden Aten. Arrianá ligger 58 meter över havet och antalet invånare är 1 158.
Terrängen runt Arrianá är kuperad åt nordost, men åt sydväst är den platt. Runt Arrianá är det ganska glesbefolkat, med 26 invånare per kvadratkilometer. Närmaste större samhälle är Sápes, 5,9 km söder om Arrianá. Trakten runt Arrianá består till största delen av jordbruksmark.